# Pinguicula corsica
Pinguicula corsica är en tätörtsväxtart som beskrevs av Pierre Frédéric Bernard och Gren.. Pinguicula corsica ingår i släktet tätörter, och familjen tätörtsväxter. Inga underarter finns listade i Catalogue of Life.

## Bildgalleri

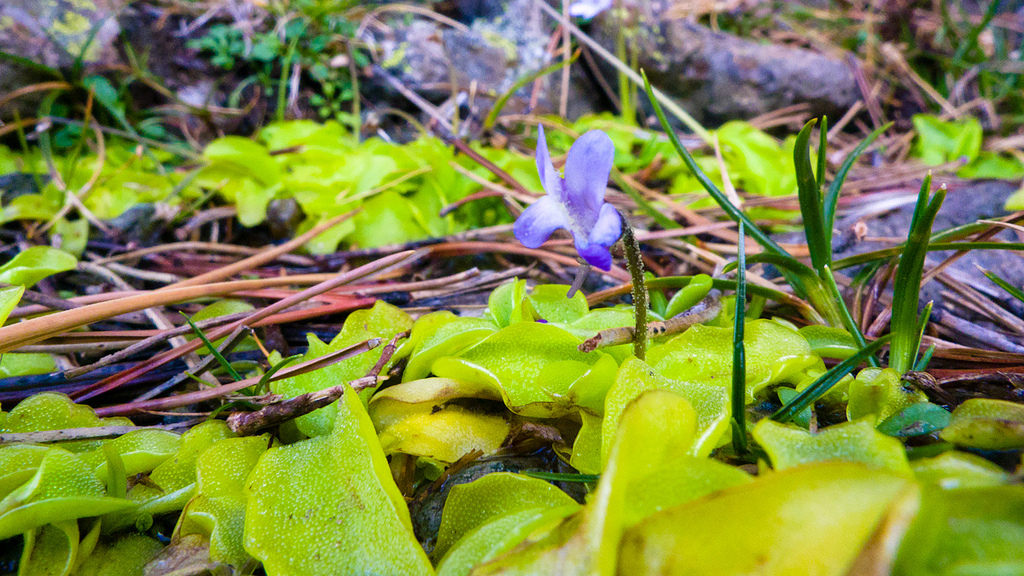
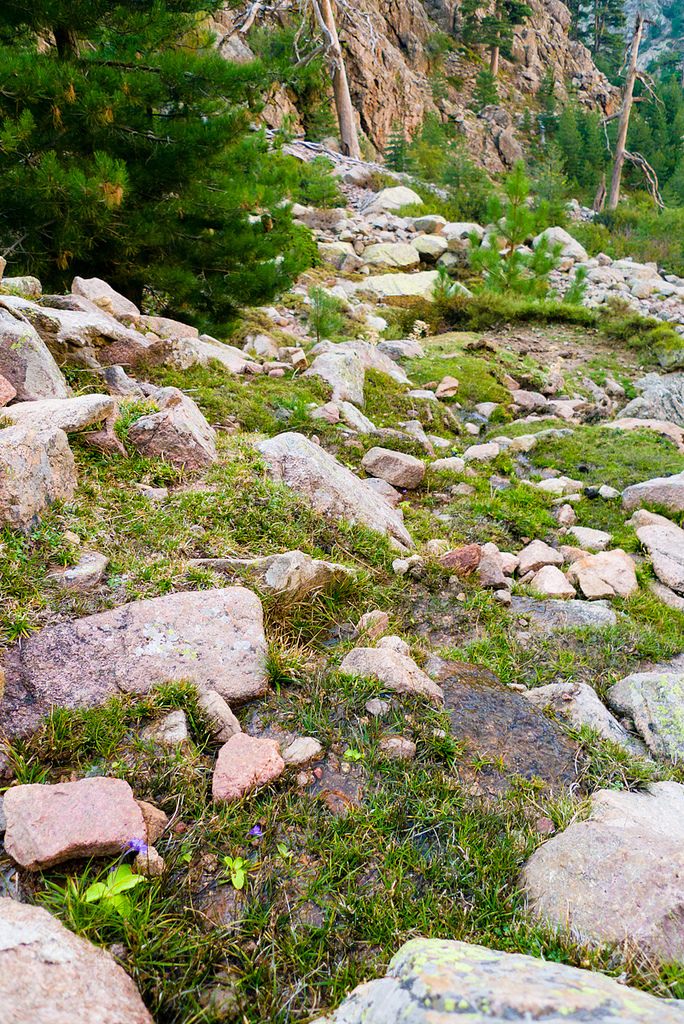
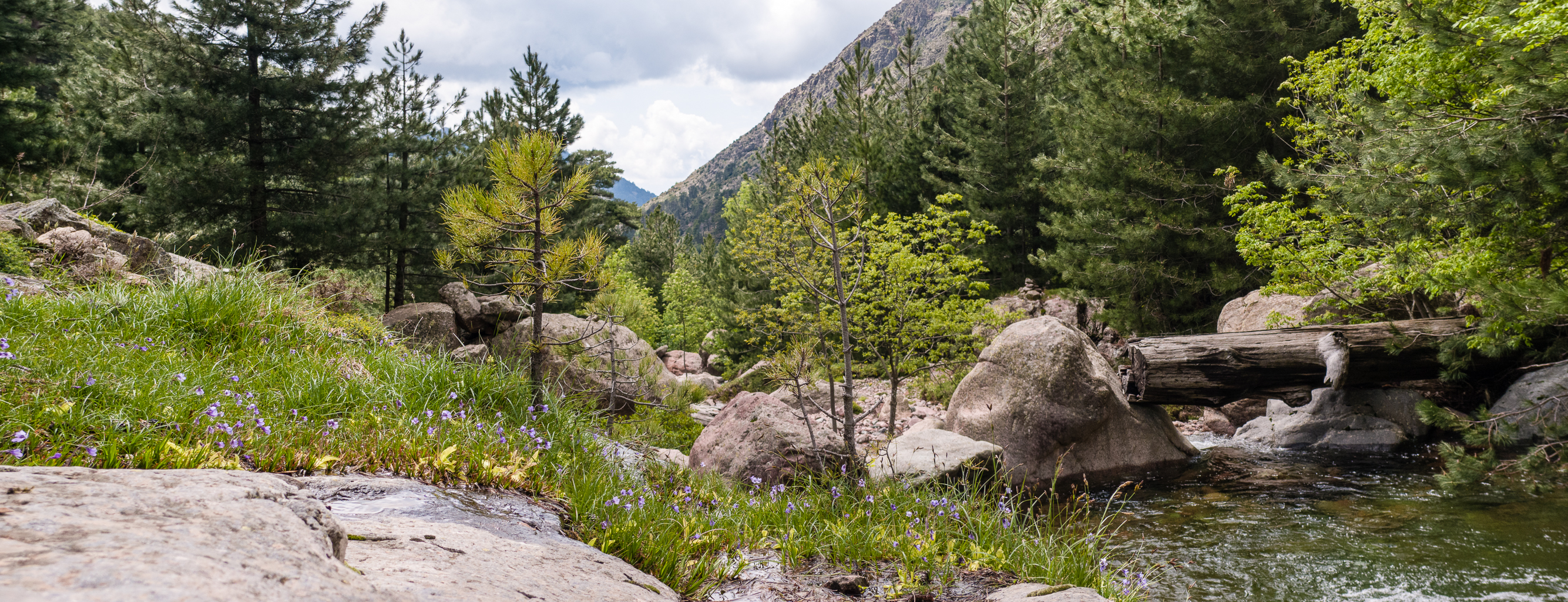
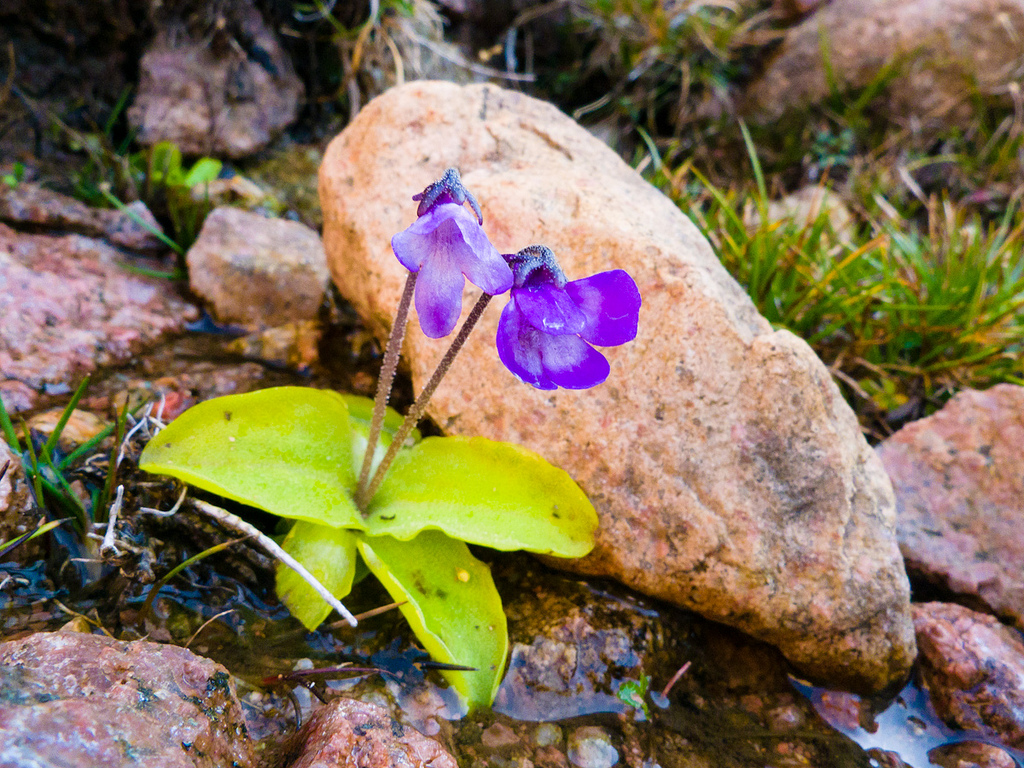
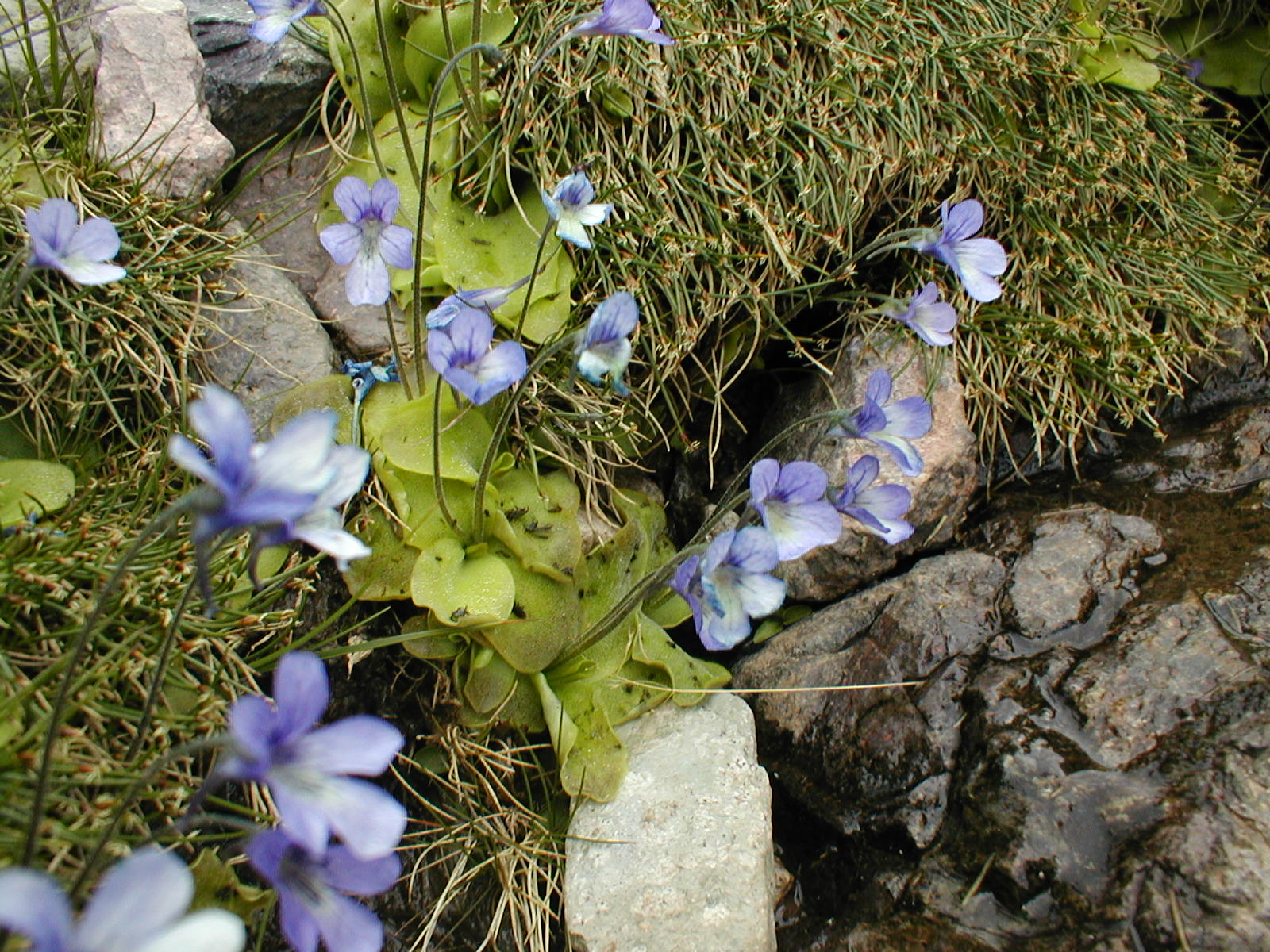